# Lista de denominações cristãs
Principais ramos do cristianismo:
Esta é uma lista de denominações cristãs por número de adeptos. É inevitavelmente parcial e geralmente baseada em reivindicações das próprias denominações. Os números devem, portanto, ser considerados aproximados e o artigo um trabalho em andamento.
A lista inclui as seguintes denominações cristãs: a Igreja Católica, incluindo as Igrejas Católicas Orientais, todas as Igrejas ortodoxas bizantinas e ortodoxas orientais com algum reconhecimento e suas ramificações, denominações protestantes com pelo menos 100 mil membros, todos os outros ramos cristãos com teologias distintas (como as denominações restauracionistas e antitrinitárias), as denominações católicas independentes e a Igreja do Oriente.
O cristianismo é o maior grupo religioso do mundo, com uma estimativa de 2,42 ou 2,3 bilhões de adeptos em 2015 e 2,6 bilhões de adeptos em 2020 globalmente.

## Cristianismo – 2,6 bilhões

### Catolicismo – 1,345 bilhão

Um mapa do catolicismo por porcentagem da população de cada país.

O catolicismo é o maior ramo do cristianismo, com 1,345 bilhão. Os números abaixo estão de acordo com o Anuário Pontifício, em 2019. O número total não inclui denominações independentes que se identificam como católicas e totalizam cerca de 18 milhões de adeptos.

#### Igrejas Católicas Orientais– 18 milhões[7]
- Rito Bizantino – 8,2 milhões
  - Igreja Greco-Católica Ucraniana – 5,5 milhões[8]
  - Igreja Greco-Católica Melquita – 1,6 milhões[9]
  - Igreja Católica Grega Romena – 0,5 milhões[9]
  - Igreja Greco-Católica Rutena – 0,4 milhões[9]
  - Igreja Greco-Católica Húngara – 0,3 milhões[9]
  - Igreja Greco-Católica Eslovaca – 0,3 milhões[9]
  - Igreja Greco-Católica da Bielorrússia – 0,1 milhão[10]
  - Igreja Católica Ítalo-Albanesa – 0,01 milhão[9]
  - Igreja Greco-Católica da Croácia e Sérvia – 0,01 milhão[9]
  - Igreja Católica Bizantina da Geórgia (not sui iuris) – 0,01 milhão[11]
  - Igreja Greco-Católica da Albânia – 0,01 milhão[12]
  - Igreja Católica Grega Russa – 0,01 milhão[10]
  - Igreja Católica Grega Bizantina – 0,006 milhão[13]
  - Igreja Greco-Católica da Macedônia – 0,001 milhão[14]
  - Igreja greco-católica búlgara – 0,001 milhão[9]
- Rito siríaco oriental – 4,9 milhões
  - Igreja Siro-Malabar – 4,3 milhões[9]
  - Igreja Católica Caldéia - 0,6 milhão[9]
- Rito siríaco ocidental – 4,1 milhões
  - Igreja Maronita – 3,5 milhões[9]
  - Igreja Católica Siro-Malankara – 0,5 milhão[9]
  - Igreja Católica Siríaca – 0,2 milhão[9]
- Rito Armênio – 0,8 milhão
  - Igreja Católica Armênia – 0,8 milhão[9]
- Rito Alexandrino – 0,5 milhão
  - Igreja Católica Copta – 0,2 milhão[9]
  - Igreja Católica da Eritreia – 0,2 milhão[9]
  - Igreja Católica Etíope – 0,07 milhão[9]

#### Grupos canonicamente irregulares
- Sociedade de São Pio X – 1 milhão[15]

#### Sedevacantistas
- Congregação de Maria Rainha Imaculada
- Fraternidade Sacerdotal de São Pio V

#### Catolicismo independente – 18 milhões
Várias denominações que se autoidentificam como católicas, apesar de não serem afiliadas à Igreja Católica.
- Igreja Independente das Filipinas – 6 milhões[17] (em comunhão com a Comunhão Anglicana)[18]
- Associação Católica Patriótica Chinesa – 5 milhões[19]
- Igreja Católica Apostólica (Filipinas) – 5 milhões[20]
- Igreja Católica Mexicana-Americana Tradicionalista – 2 milhões
- Igreja Católica Apostólica Brasileira – 0,56 milhão[21]
- Antiga Igreja Católica – 0,1 milhão (em comunhão com a Comunhão Anglicana)[22]
- Igreja Católica Nacional Polonesa – 0,03 milhão
- Igreja Católica Palmariana – 0,002 milhão[23]

### Protestantismo – 900 milhões – 1 bilhão

Países por porcentagem de protestantes (2010)

O protestantismo é o segundo maior grupo de cristãos em número de seguidores. As estimativas variam de 800 milhões a 1 bilhão de adeptos, ou entre 31% e 38% de todos os cristãos. A principal razão para essa ampla gama é a falta de um acordo comum entre os estudiosos sobre quais denominações constituem o protestantismo. Por exemplo, a maioria das fontes, mas não todas, incluem anabatismo, anglicanismo, batistas e cristianismo não denominacional independente como parte do protestantismo. Além disso, as denominações protestantes em conjunto não formam uma única estrutura comparável à Igreja Católica ou, em menor grau, à Igreja Ortodoxa. No entanto, existem várias comunhões comparáveis dentro do protestantismo, como Aliança Evangélica Mundial, Comunhão Anglicana, Comunhão Mundial das Igrejas Reformadas, Aliança Batista Mundial, Conselho Metodista Mundial e Federação Luterana Mundial. Independentemente disso, 900 milhões de pessoas é o valor mais aceito entre vários autores e estudiosos e, portanto, é o usado neste artigo. Observe que esse número de 900 milhões também inclui o anglicanismo, bem como anabatistas, batistas e vários outros grupos que às vezes podem rejeitar uma designação comum de "protestante" e preferem ser chamados simplesmente de "cristãos".

#### Protestantismo histórico – 400–600 milhões

Mapa dos países que possuem uma igreja membro da Comunhão Anglicana (azul), a Comunhão de Porvoo (verde), compreendendo as igrejas anglicanas e luteranas europeias, e a União de Utrecht (vermelho), uma federação de velhas igrejas católicas.

O número de indivíduos que são membros de igrejas protestantes históricas totaliza 400-600 milhões.

##### Anglicanismo– 110 milhões
Existem cerca de 97-110 milhões de cristãos na tradição anglicana, a maioria parte da Comunhão Anglicana, a terceira maior comunhão cristã do mundo, com 42 membros (províncias).
- Comunhão Anglicana – 60-100 milhões[nota 4][36][37][38][39][40]
  - Igreja da Inglaterra – 25,0 milhões[41]
  - Igreja da Nigéria – 22 milhões[42][43]
  - Igreja de Uganda - 13,311 milhões[44][45]
  - Igreja Anglicana do Quênia – 5,86 milhões[46][47]
  - Igreja do Sul da Índia – 4,5 milhões[48]
  - Província da Igreja Episcopal do Sudão do Sul – 3,5 milhões[49]
  - Igreja Anglicana da Austrália – 2,49 milhões[50]
  - Igreja Anglicana da África Austral – 2,3 milhões[51]
  - Igreja do Norte da Índia – 2,2 milhões[52]
  - Igreja Anglicana da Tanzânia – 2,0 milhões[53]
  - Igreja Episcopal nos Estados Unidos – 1,54 milhão[54]
  - Província da Igreja Episcopal do Sudão – 1,1 milhão[49]
  - Igreja Anglicana de Ruanda – 1,0 milhão[55]
  - Igreja da Província da África Ocidental – 1,0 milhão[56]
  - Igreja Anglicana do Burundi – 0,9 milhões[57]
  - Igreja da Província da África Central – 0,9 milhões[58]
  - Igreja na Província das Índias Ocidentais – 0,8 milhões[59]
  - Igreja da Província do Oceano Índico – 0,5 milhões[60]
  - Igreja de Cristo no Congo – Comunidade Anglicana do Congo – 0,5 milhões[61]
  - Igreja do Paquistão – 0,5 milhão[62]
  - Província da Igreja Anglicana do Congo - 0,5 milhão
  - Igreja da Irlanda – 0,4 milhão[63]
  - Igreja Anglicana do Canadá – 0,294 milhão[64]
  - Igreja Anglicana em Aotearoa, Nova Zelândia e Polinésia – 0,245 milhões[65]
  - Igreja Anglicana da Melanésia – 0,2 milhões[66]
  - Igreja Episcopal Anglicana do Brasil- 0,05 milhão[67]
- Movimento anglicano contínuo e igrejas independentes – 0,4 milhão
  - Comunhão Anglicana Tradicional – 0,4 milhões[68]
  - Igreja Anglicana na América do Norte – 0,13 milhões[69]
  - Igreja Anglicana Evangélica Reformada da África do Sul – 0,09 milhões[70]

##### Igrejas batistas– 100 milhões
A comunidade batista mundial chega a cerca de 100 milhões. No entanto, a Aliança Batista Mundial (ABM), a comunhão mundial das igrejas batistas, relata apenas 51 milhões de crentes batizados, já que os batistas não contam com crianças como membros. Portanto, a ABM é a oitava maior comunhão cristã.
- Convenção Batista do Sul – 12,722 milhões[77]
- Convenção Batista da Nigéria – 9,015 milhões[78]
- Convenção Batista Nacional, EUA, Inc. – 8,415 milhões[79][80]
- Convenção Batista Nacional da América, Inc. – 3,500 milhões[81]
- Convenção Batista da Tanzânia – 2,692 milhões[81]
- Convenção Batista do Quênia – 2,000 milhão[81]
- Convenção Batista Geral do Texas – 1,898 milhão[81][82]
- Convenção Batista Brasileira – 1,814 milhão[81]
- Comunidade Batista do Rio Congo - 1,769 milhão[81]
- Convenção Batista de Mianmar – 1,723 milhão[81]
- Conselho de Igrejas Batistas no Nordeste da Índia – 1,564 milhão[81]
- Convenção Batista Nacional Progressiva – 1,500 milhão[81]
- Lott Carey Convenção de Missões Estrangeiras – 1,200 milhão[81]
- Comunhão Batista Bíblica Internacional – 1,2 milhão[83]
- Igrejas Batistas Americanas EUA – 1,105 milhão[81]
- Comunidade Batista do Congo Ocidental – 1,050 milhões[81]
- Convenção Batista Nacional Primitiva dos EUA – 1,0 milhão[83]
- Fraternidade Batista Cooperativa - 0,725 milhão[81]
- Convenção das Igrejas Batistas Filipinas – 0,700 milhão[81]
- Convenção Batista Reformada em Ruanda – 0,662 milhão[81]
- Associação Batista Geral da Virgínia – 0,610 milhão[81]
- Convenção Batista da Coreia – 0,550 milhão[81]
- União Batista de Uganda – 0,550 milhões[81]
- Samavesam das Igrejas Batistas Telugu - 0,473 milhão[81]
- Convenção Batista Nacional (Brasil) – 0,405 milhão[81]
- Convenção Batista Missionária Nacional da América – 0,400 milhões[81]
- Convenção Batista do Malawi – 0,388 milhão[81]
- Convergir - 0,377 milhão[81][84]
- Convenção Batista do Zimbábue – 0,300 milhão[81]
- Convenção Batista de Camarões – 0,279 milhão[81]
- Comunidade Batista da Zâmbia – 0,255 milhão[81]
- Convenção das Igrejas Batistas dos Círculos do Norte (Índia) – 0,240 milhão[81]
- Federação Euro-Asiática de Uniões de Cristãos Evangélicos-Batistas – 0,228 milhão[81]
- Comunidade Batista na África Central – 0,220 milhão[81]
- União Batista da Zâmbia – 0,220 milhão[81]
- Associação Batista Conservadora da América – 0,2 milhão[85]
- Associação Nacional de Batistas Livres – 0,2 milhão[86]
- Convenção de Visayas e Mindanao das Igrejas Batistas do Sul – 0,200 milhão[81]
- Convenção Batista de Moçambique - 0,175 milhão[81]
- Igreja Baptista Evangélica em Angola - 0,174 milhão[81]
- Comunidade das Igrejas Batistas do Congo Oriental - 0,145 milhão[81]
- Convenção Batista da Zâmbia - 0,143 milhão[81]
- Associação Cristã Batista de North Bank (Índia) - 0,136 milhão[81]
- Igreja Interior do Sudão - 0,133 milhão[81]
- Igreja Batista de Mizoram - 0,132 milhão[81]
- União Ucraniana de Associações de Cristãos Batistas Evangélicos - 0,112 milhão[81]
- Convenção Batista de Uganda - 0,109 milhão[81]
- Batistas do Sétimo Dia – 0,05 milhão[87]

##### Luteranismo– 70-90 milhões

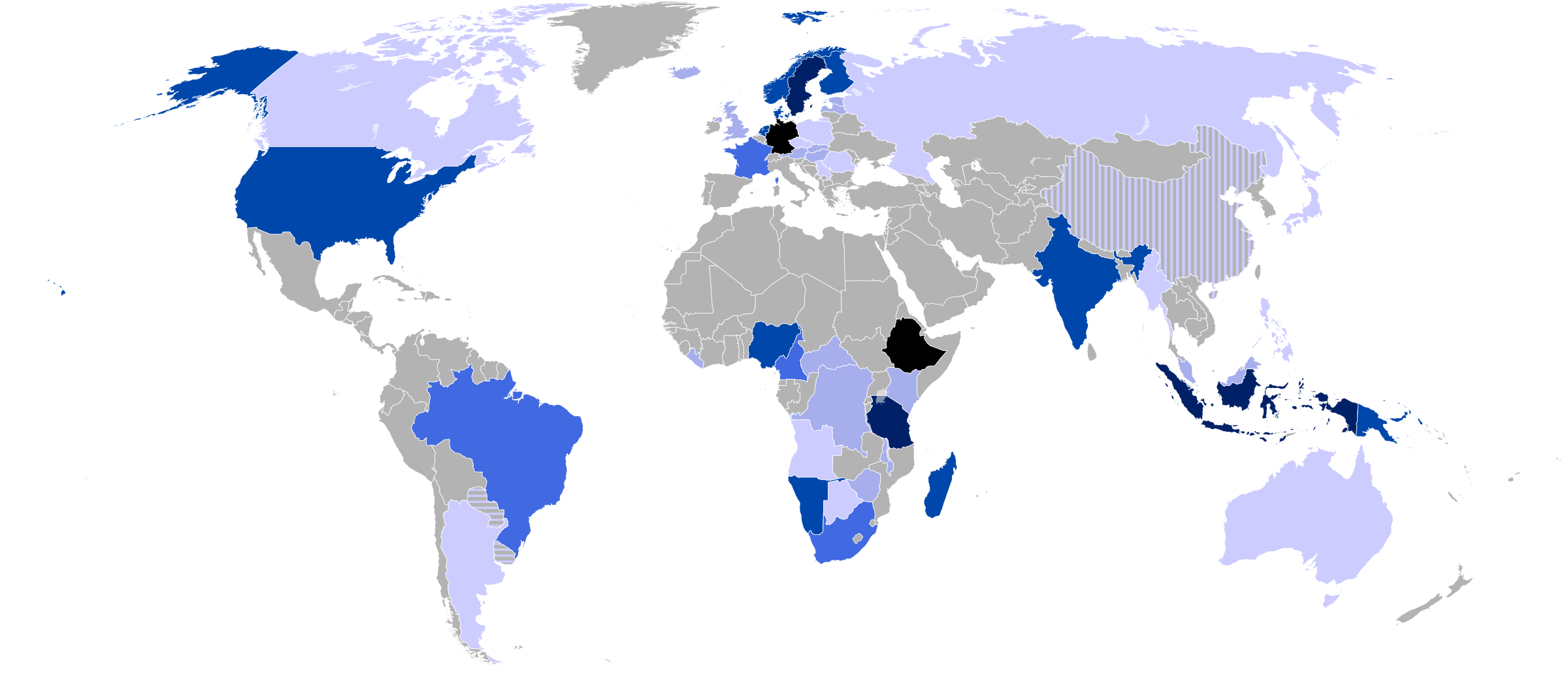
Luteranismo por país

O número de adeptos na denominação luterana totaliza 70-90 milhões de pessoas (a Federação Luterana Mundial relata 78 milhões e é a sexta maior comunhão), sendo representado nas seguintes igrejas:
- Igreja Evangélica Etíope Mekane Yesus – 12,0 milhões[88]
- Igreja Evangélica na Alemanha – 18,566 milhões (9,215 milhões de luteranos; 9,195 milhões de Protestantes Unidos, ou seja, luteranos e reformados; e 0,290 milhões de reformados)[91]
- Igreja Evangélica Luterana na Tanzânia – 8,5 milhões[88]
- Igreja Protestante Cristã Batak – 6,333 milhões[88][92]
- Igreja da Suécia – 5,484 milhões[88]
- Igreja da Dinamarca – 4,235 milhões[88][93][94]
- Igreja Luterana Malgaxe – 4,0 milhões[88][95]
- Igrejas Evangélicas Luteranas Unidas na Índia – 3,894 milhões[88][96]
- Igreja Evangélica Luterana da Finlândia – 3,579 milhões[88][97][98]
- Igreja da Noruega – 3,5 milhões[99][100]
- Igreja Evangélica Luterana na América – 2,904 milhões[88][101][102]
- Igreja Luterana de Cristo na Nigéria – 2,265 milhões[88][103]
- Igreja Luterana - Sínodo de Missouri – 1,708 milhão[104]
- Igreja Evangélica Luterana de Papua Nova Guiné – 1,500 milhão[88][105]
- Igreja Evangélica Luterana na Namíbia – 0,853 milhão[88][106]
- Igreja Evangélica Luterana dos Camarões – 0,7 milhão[88][107]
- Igreja Evangélica de Confissão Luterana no Brasil – 0,614 milhão[88][108][109]
- Igreja Evangélica Luterana na África Austral – 0,6 milhão[110]
- A Igreja Cristã Protestante – 0,5 milhão[92]
- Igreja Evangélica Luterana na República da Namíbia – 0,420 milhão[88]′[106]
- Igreja Evangélica Livre da América – 0,4 milhão[111]
- Igreja Evangélica Luterana no Zimbábue – 0,309 milhão[88][112]
- A Igreja Cristã Indonésia – 0,3 milhão[92]
- Congregações Luteranas em Missão para Cristo – 0,3 milhão[113]
- Igreja Protestante Cristã na Indonésia – 0,3 milhão[92]
- Sínodo Evangélico Luterano de Wisconsin - 0,3 milhão[114]
- Igreja Evangélica Luterana da Letônia – 0,250 milhão[88][115]
- Igreja Evangélica da Confissão de Augsburgo na Áustria – 0,247 milhão[88][116]
- Igreja Evangélica Luterana do Brasil – 0,245 milhão[117]
- Igreja da Islândia – 0,227 milhão[88][118]
- Igreja Cristã Protestante de Simalungun – 0,227 milhão[88][92]
- Igreja Protestante de Augsburg Confissão da Alsácia e Lorena – 0,220 milhão[119]
- Igreja Evangélica da Confissão de Augsburgo na Eslováquia – 0,193 milhão[88][120]
- Igreja Evangélica Luterana na Hungria – 0,176 milhão[88][121]
- Igreja Evangélica Luterana da Estônia - 0,160 milhão[88][122]
- Laestadianismo - 0,2 milhão

##### Igrejas reformadas(calvinismo) – 89–126 milhões[nota 5]
As igrejas da Tradição Reformada (que inclui os Presbiterianos, os Reformados Continentais, os Congregacionais e os Valdenses) têm, juntas, cerca de 89 milhões de membros. As Igrejas Unidas de origem Reformada têm cerca de 37 milhões de membros. A Comunhão Mundial das Igrejas Reformadas é a quarta maior comunhão cristã, com 101-140 milhões de membros.
- Presbiterianismo – 47 milhões
  - Igreja Presbiteriana da África Oriental – 4,0 milhões[132]
  - Igreja Presbiteriana de Camarões – 4,0 milhões[133]
  - Igreja Presbiteriana da Nigéria – 3,8 milhões[134]
  - Igreja Presbiteriana da África – 3,4 milhões[135]
  - Igreja Presbiteriana da África Central – 3,1 milhões[136][137]
  - Igreja Nacional Presbiteriana do México – 2,8 milhões[138]
  - Igreja de Cristo no Congo – Comunidade Presbiteriana no Congo – 2,5 milhões[139]
  - Igreja Presbiteriana na Coreia (HapDong) – 2,25 milhões[140]
  - Igreja Presbiteriana da Coreia (TongHap) – 2,20 milhões[141]
  - Igreja Presbiteriana na Coreia (BaekSeok) – 2,0 milhões[142]
  - Igreja Presbiteriana em Camarões – 2,0 milhões[143]
  - Igreja Presbiteriana em Ruanda – 1,624 milhão[144]
  - Igreja Presbiteriana da Índia – 1,6 milhão[145]
  - Igreja Presbiteriana do Gana - 1,2 milhão[146]
  - Igreja Presbiteriana do Sudão do Sul e Sudão – 1,0 milhão[147]
  - Igreja Presbiteriana (EUA) – 1,0 milhão[148]
  - Igreja Evangélica do Egito - 0,750 milhão[149]
  - Igreja Presbiteriana do Brasil – 0,700 milhão[150]
  - Igreja Evangélica Presbiteriana do Gana – 0,6 milhão[151]
  - Igreja Unida de Cristo nas Filipinas – 0,5 milhão[152]
  - Igreja Presbiteriana Unida na África Austral – 0,5 milhão[153]
  - Igreja Presbiteriana do Paquistão – 0,5 milhão[154]
  - Igreja Presbiteriana na América – 0,4 milhão[155]
  - Igreja Presbiteriana Ortodoxa nos Camarões – 0,382 milhão[156]
  - Igreja Presbiteriana na Coreia (Kosin) – 0,378 milhão[157]
  - Igreja Unida do Canadá – 0,325 milhão[124]
  - Igreja Presbiteriana Coreana – 0,3 milhão[158]
  - Igreja da Escócia – 0,245 milhão[159] ou 1,5 milhão[160]
  - Igreja Unida na Austrália – 0,243 milhão[125][161]
  - Igreja Presbiteriana em Taiwan – 0,238 milhão[162]
  - Igreja Presbiteriana de Moçambique – 0,2 milhão [163]
  - Igreja Presbiteriana na Irlanda – 0,200 milhão[164]
  - Igreja Presbiteriana na República da Coréia – 0,193 milhão[165]
  - Igreja Presbiteriana Reformada Associada do Paquistão – 0,150 milhão[166]
  - Igreja Presbiteriana na Coreia (HapShin) – 0,129 milhão[167]
  - Igreja Evangélica Presbiteriana do Togo – 0,127 milhão[168]
  - Ordem do Pacto dos Presbiterianos Evangélicos – 0,127 milhão[169]
  - Igreja Presbiteriana na Etiópia – 0,120 milhão[170]
  - Igreja Presbiteriana na Coreia (HoHeon) – 0,120 milhão[171]

- Igrejas Reformadas Continentais – 38 milhões
  - Igreja de Cristo nas Nações – 8,0 milhão[172]
  - Igreja de Jesus Cristo em Madagascar – 6,0 milhão[173][174]
  - Igreja Unida da Zâmbia – 4,0 milhão[123]
  - Igreja Protestante na Indonésia – 3,7 milhão[nota 8][175]
  - Igreja Evangélica de Camarões – 2,5 milhão[176]
  - Igreja Reformada Suíça – 1,9 milhão[177]
  - Igreja Reformada Evangélica de Cristo – 1,5 milhão[178]
  - Igreja Protestante na Holanda – 1,4 milhão[179]
  - Igreja Reformada Neerlandesa (NGK) – 1,1 milhão[180]
  - Igreja de Cristo Reformada Universal – 1,0 milhão[181]
  - Igreja Reformada na Zâmbia – 1,0 milhão[182]
  - Igreja Reformada da Hungria – 0,943 milhão[183]
  - Igreja Reformada Unificada na África Austral – 0,900 milhão[184][185]
  - Igreja Cristã Evangélica em Tanah Papua – 0,834 milhão[186]
  - Igreja Evangélica de Lesoto na África Austral – 0,8 milhão[187]
  - Igreja Unida em Papua-Nova Guiné – 0,748 milhão[188]
  - Igreja Cristã Central de Sulawesi – 0,501 milhão[189]
  - Igreja Cristã Reformada da Nigéria – 0,5 milhão[190]
  - Igreja Reformada da Romênia – 0,495 milhão[191]
  - Igreja Cristã de Sumba – 0,386 milhão[189][192][193]
  - Igreja Evangélica Kalimantan – 0,330 milhão[194]
  - Igreja Protestante de Karo Batak – 0,317 milhão[195]
  - Igreja Cristã Evangélica em Halmahera – 0,3 milhão[196][197]
  - Igreja Evangélica Reformada de Angola – 0,3 milhão[198]
  - Igreja Toraja – 0,262 milhão[199][200][201]
  - Igreja Evangélica do Congo – 0,225 milhão[202]
  - Igreja Protestante Unida da França - 0,220 milhão[88]
  - Igreja Sudanesa de Cristo - 0,220 milhão[203]
  - Igreja Cristã Evangélica em Bolaang Mongondow – 0,210 milhão[204]
  - Igreja Cristã Javanesa – 0,2 milhão[205]
  - Igreja Cristã da Indonésia – 0,2 milhão[206]
  - Igreja Cristã Reformada na América do Norte – 0,183 milhão[207]
  - Igreja Evangélica Cristã de Sangihe Talaud – 0,158 milhão[208][209]
  - Igreja Evangélica Reformada na Alemanha – 0,155 milhão[91]
  - Igreja de Lippe – 0,135 milhão[91]
  - Igreja de Cristo na Tailândia – 0,130 milhão[210]
  - Igreja do Interior Africano do Sudão do Sul e Sudão – 0,125 milhão[211]
  - Igreja Cristã Reformada na África Oriental – 0,100 milhão[212]
  - Igreja Reformada de Cristo Para as Nações – 0,100 milhão[190]
  - Igreja Reformada no Zimbábue – 0,100 milhão[213]
  - Igreja Reformada na América – 0,064 milhão[214]
- Congregacionalismo – 3 milhões
  - Igreja Congregacional Unida da África Austral – 1,5 milhão[215][216]
  - Igreja Evangélica Congregacional em Angola – 1,0 milhão[217]
  - Igreja Unida de Cristo – 0,712 milhão[218]
  - Igreja Unida de Cristo no Zimbabwe – 0,200 milhão[219]
  - Igreja Protestante Maóhi – 0,130 milhão[220]

##### Metodismo– 46–58 milhões
O Metodismo, incluindo o Movimento de Santidade, tem cerca de 46 milhões de membros em todo o mundo As Igrejas Unidas de origem metodista têm outros 12 milhões de membros. Conselho Metodista Mundial é a nona maior comunhão cristã, representando 39,8 milhões de cristãos.
- Igreja Metodista Unida – 9 milhões[223][224][225]
- Igreja do Nazareno – 2,666 milhões[226][227][228]
- Igreja Episcopal Metodista Africana – 2,5 milhões[229]
- Igreja Metodista Nigéria – 2 milhões[230]
- O Exército de Salvação – 1,8 milhão[231]
- Igreja Metodista da África Austral – 1,7 milhão[232]
- Igreja Episcopal Metodista Africana de Sião – 1,4 milhão[233]
- Igreja Metodista Coreana – 1,113 milhão[234][235]
- Igreja Metodista Unida da Costa do Marfim – 1 milhão[236]
- Igreja Metodista Livre – 0,9 milhão[237]
- Igreja Episcopal Metodista Cristã - 0,9 milhão[238]
- Igreja Metodista Gana – 0,8 milhão[239]
- Igreja Metodista na Índia – 0,6 milhão[240]
- Igreja Metodista no Quênia – 0,5 milhão[241]
- Igreja Cristã da Santidade na Coreia - 0,430 milhão[242]
- Igreja Wesleyana – 0,4 milhão[243]
- Igreja Metodista no Brasil – 0,262 milhão[244]
- Igreja Metodista de Fiji e Rotuma – 0,2 milhão[245]
- Igreja Metodista da Grã-Bretanha – 0,136 milhão[246]
- Igreja Metodista Global – Formada apenas em maio de 2022[247]

##### Adventismo– 24 milhões
- Igreja Adventista do Sétimo Dia – 23,6 milhões[248]
- Igreja de Deus do Sétimo Dia – 0,2 milhão
- Igreja Cristã do Advento - 0,1 milhão
- Movimento de Reforma Adventista do Sétimo Dia - 0,042 milhão

##### Restauracionismo– 7 milhões
- Igrejas de Cristo – 5 milhões
- Igrejas de Cristo na Austrália - 0,05 milhão
- Igrejas cristãs e igrejas de Cristo – 1,1 milhão[83]
- Comunidade dos Discípulos de Cristo no Congo – 0,7 milhões[249]
- Igreja Cristã (Discípulos de Cristo) – 0,4 milhões[250]

##### Anabatismo– 4 milhões
- Menonitas – 2,1 milhões[251]
- Schwarzenau Brethren (batistas alemães) – 1,5 milhão[252]
- Amish – 0,3 milhão
- Hutteritas – 0,05 milhão

##### Assembleias dos Irmãos– 1 milhão
As Assembleias dos Irmãos contam com cerca de 1 milhão de membros.

##### Hussitas– 1 milhão
- Morávios – 0,825 milhão
- Igreja Hussita da Checoslováquia – 0,14 milhão

Distribuição mundial de quakers por país em 2017

- Unidade dos Irmãos – 0,035 milhão

#### Protestantismo moderno – 400-500 milhões
As denominações listadas abaixo não surgiram da Reforma Protestante do século XVI ou de suas ramificações comumente reconhecidas. Em vez disso, elas estão amplamente ligadas ao pentecostalismo ou a outros movimentos evangélicos e avivalistas independentes semelhantes que se originaram no início do século XX. Por esta razão, várias fontes tendem a diferenciá-las dos protestantes tradicionais e classificá-los juntos como independentes, etc. Também incluídas nesta categoria estão as várias, mas muito semelhantes, igrejas não denominacionais. No entanto, as fontes eventualmente combinam seus números com a contagem protestante. Apesar da ausência de controle ou liderança centralizada, se considerada como única, esta será facilmente a segunda maior tradição cristã depois do catolicismo romano. De acordo com o Centro de Estudos do Cristianismo Global (CSGC), estima-se que existam 450 milhões de independentes em todo o mundo, em meados de 2019. O Seminário Gordon Conwell estimou haver 409.425.000 independentes em 2025.

##### Pentecostalismo– 280 milhões
Os membros da denominação pentecostal somam cerca de 280 milhões de pessoas.
- Assembleias de Deus – 86 milhões (a quinta maior comunhão)[259][260]
- Igreja Apostólica – 15 milhões
- Círculo Internacional de Fé – 11 milhões[261]
- Fangcheng Fellowship – 10 milhões[262]
- China Gospel Fellowship - 10 milhões
- Igreja Internacional do Evangelho Quadrangular - 9 milhões
- Igreja Etíope Kale Heywet - 9 milhões
- Igreja de Deus em Cristo - 6,5 milhões[263]
- Igreja de Deus (Cleveland, Tennessee) - 6 milhões
- Igreja Etíope dos Crentes do Evangelho Completo - 4,5 milhões[264]
- Igreja Pentecostal Internacional da Santidade – 4 milhões
- Congregação Cristã do Brasil – 2,8 milhões
- A Missão Pentecostal – 2,5 milhões
- Verdadeira Igreja de Jesus – 2,5 milhões
- A Igreja de Pentecostes – 2,1 milhões
- Igreja Universal do Reino de Deus – 2 milhões
- Comunidade Evangélica Sara Nossa Terra – 1,5 milhão[265]
- Missão de Fé Apostólica da África do Sul – 1,2 milhão
- Associação de Igrejas Pentecostais de Ruanda – 1 milhão
- Igreja Jesus é o Senhor em todo o mundo – 1 milhão
- Igreja Pentecostal Deus é Amor – 0,8 milhão
- Igreja Cristã Maranata – 0,75 milhão[266]
- Associação de Igrejas Vineyard – 0,3 milhão[267]
- Igreja Mundial do Poder de Deus – 0,3 milhão[268]

##### Cristianismo não denominacional– 80–100 milhões
- Capela do Calvário – 25 milhões
- Aliança Cristã e Missionária – 6 milhões[269]
- Movimento Born Again – 3 milhões[270]
- Igreja de Deus (Anderson, Indiana) – 1,2 milhão

##### Igrejas iniciadas na África – 60 milhões
60 milhões de pessoas são membros de igrejas iniciadas na África.
- Igreja Cristã de Sião – 15 milhões
- Ordem Sagrada Eterna dos Querubins e Serafins – 10 milhões
- Igreja Kimbanguista – 5,5 milhões
- Igreja Cristã Redimida de Deus – 5 milhões[272]
- Igreja do Senhor (Aladura) – 3,6 milhões[273]
- Conselho de Igrejas Africanas Instituídas – 3 milhões[274]
- Igreja de Cristo Luz do Espírito Santo – 1,4 milhão[275]
- Igreja Africana do Espírito Santo – 0,7 milhão[276]
- African Israel Church Nínive – 0,5 milhão[277]

##### Igreja Nova Apostólica– 10 milhões
A Igreja Nova Apostólica tem cerca de 10 milhões de membros.

##### Judaísmo messiânico– 0,3 milhão
O judaísmo messiânico tem uma adesão de 0,3 milhão de pessoas.

#### Cristianismo protestante oriental– 22 milhões

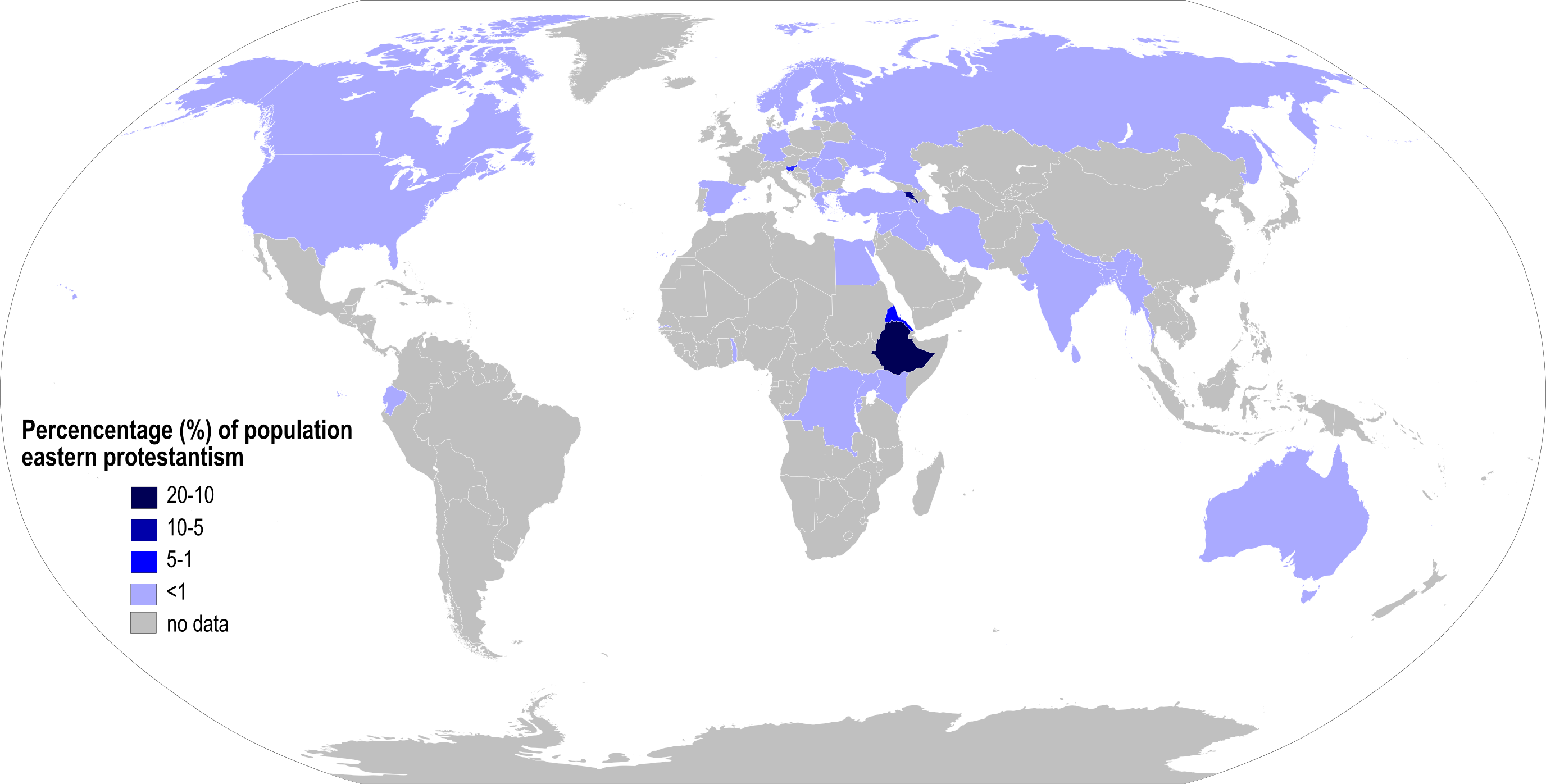
Protestantismo oriental, porcentagem por país

O cristianismo protestante oriental (ou cristianismo reformado oriental) abrange uma gama de denominações cristãs protestantes heterogêneas que se desenvolveram fora do Ocidente, a partir da segunda metade do século XIX e ainda mantém elementos do cristianismo oriental, em graus variados. A maioria dessas denominações surgiu quando as igrejas protestantes existentes adotaram variantes reformadoras da liturgia e adoração ortodoxa oriental; enquanto outros são o resultado de reformas das crenças e práticas ortodoxas orientais, inspiradas nos ensinamentos dos missionários protestantes ocidentais. Algumas Igrejas Protestantes Orientais estão em comunhão com Igrejas Protestantes Ocidentais semelhantes. No entanto, o cristianismo oriental protestante em si mesmo não constitui uma única comunhão. Isso se deve às diversas políticas, práticas, liturgias e orientações das denominações que se enquadram nessa categoria.
- Igreja Evangélica Etíope-Eritreia – 16,5 milhões, Rito Alexandrino
- Crentes Igreja Oriental – 3,5 milhões, Rito Sírio Ocidental
- Igreja Síria Mar Thoma – 1 milhão, Rito Siro-Antioquino[285][286] (em comunhão com a Comunhão Anglicana)[18]
- Igreja Evangélica Armênia – 0,25 milhão, Rito Armênio
- Igreja Evangélica de São Tomás da Índia - 0,1 milhão, Rito Siro-Antioquino
- Igreja Evangélica da Confissão de Augsburgo na Eslovênia - 0,02 milhão, Rito Bizantino[287]
- Igreja Evangélica da Romênia – 0,16 milhão, Rito Bizantino
- Igreja Evangélica Protestante do Kosovo – 0,15 milhão, Rito Bizantino[288]

### Ortodoxia Bizantina – 220 milhões

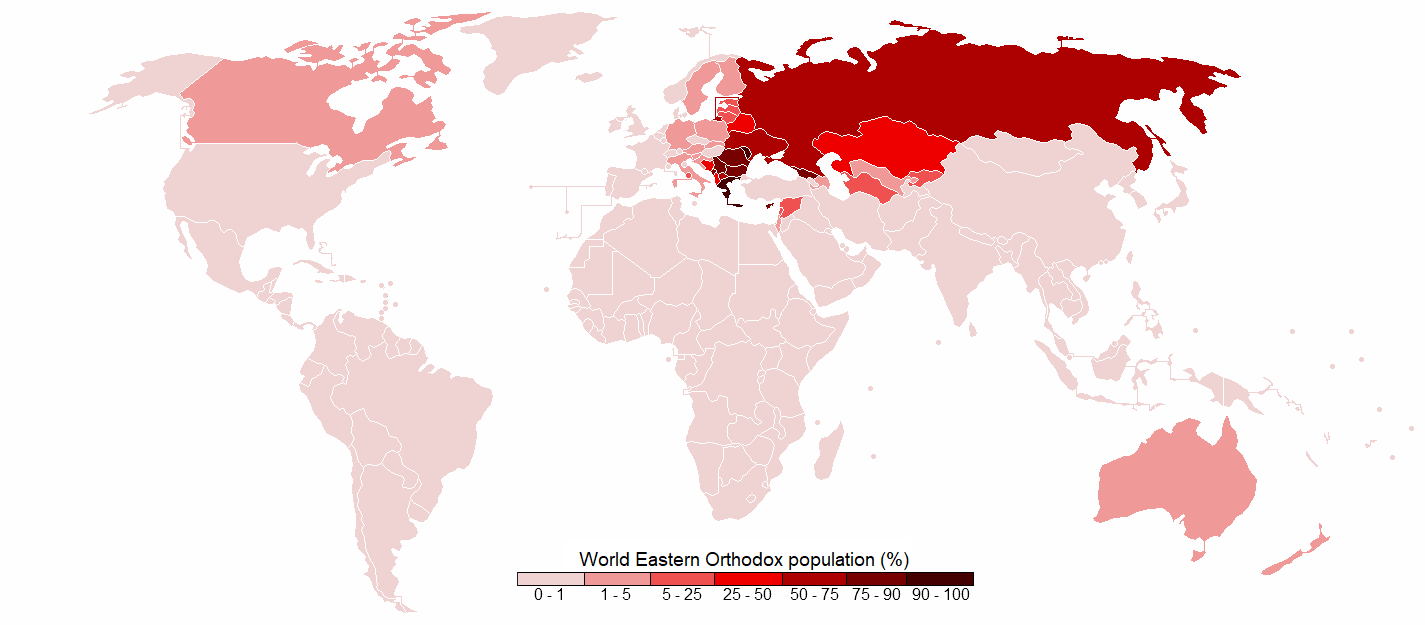
Um mapa da Ortodoxia Bizantina por porcentagem da população.

A melhor estimativa do número de cristãos ortodoxos bizantinos é de 220 milhões ou 80% de todos os cristãos ortodoxos em todo o mundo. Seu corpo principal consiste nas várias igrejas autocéfalas junto com as autônomas e outras igrejas canonicamente ligadas a elas, em sua maioria formam uma única comunhão, tornando a Igreja Ortodoxa  a segunda maior denominação individual atrás da Igreja Católica. Além disso, existem vários grupos dissidentes e igrejas não reconhecidas universalmente.

#### Igrejas autocéfalas – 168 milhões
- Igreja Ortodoxa Russa – 100 milhões[290][293][294][295][289]
- Igreja Ortodoxa Romena – 17–18,8 milhões[296][297][298]
- Igreja da Grécia – 10 milhões[296]
- Igreja Ortodoxa Sérvia – 8-12 milhões[296][299]
- Igreja Ortodoxa Búlgara – 8-10 milhões
- Patriarcado Ecumênico de Constantinopla – 5,25 milhões[296]
- Igreja Ortodoxa Grega de Antioquia – 4,3 milhões[296]
- Igreja Ortodoxa da Geórgia – 3,5 milhões
- Igreja Ortodoxa da Macedônia – 2 milhões[300]
- Igreja de Chipre – 0,7 milhão
- Igreja Ortodoxa Polonesa – 0,6 milhão[296]
- Igreja Ortodoxa Grega de Alexandria – 0,5 milhão[301]
- Igreja Ortodoxa Albanesa – 0,4 milhão[296]
- Igreja Ortodoxa Grega de Jerusalém – 0,4 milhão[296]
- Igreja Ortodoxa Checa e Eslovaca – 0,075 milhão[296]

#### Igrejas autônomas – 13 milhões
- Igreja Ortodoxa Ucraniana (Patriarcado de Moscou) – 2[302] -7,2 milhões[303]
- Igreja Ortodoxa da Moldávia (Patriarcado de Moscou) – 3,2 milhões
- Igreja Ortodoxa Russa no Exterior – 0,4 milhão[304][305]
- Igreja Metropolitana da Bessarábia (Moldávia) (Patriarcado Romeno) – 0,72 milhão[306]
- Arquiepiscopado de Ocrida (Macedônia do Norte) – 0,34 milhão (integrada a Igreja da Macedônia em 2023)
- Igreja Ortodoxa Estoniana do Patriarcado de Moscou – 0,3 milhão
- Igreja Ortodoxa Finlandesa (Patriarcado Ecumênico) – 0,06 milhão[296]
- Igreja Ortodoxa Chinesa (Patriarcado de Moscou) – 0,03 milhão
- Igreja Ortodoxa Japonesa (Patriarcado de Moscou) – 0,03 milhão[296]
- Igreja Ortodoxa da Letônia (Patriarcado de Moscou) – 0,02 milhão
- Igreja Ortodoxa da Estônia (Patriarcado Ecumênico) – 0,02 milhão

#### Igrejas em comunhão com as Igrejas Ortodoxas acima, mas com autocefalia contestada – 19 milhões
- Igreja Ortodoxa da Ucrânia – 12–18 milhões
- Igreja Ortodoxa na América – 1 milhão[296]

#### Igrejas não reconhecidas universalmente – 3,82 milhões
- Igreja Ortodoxa Autocéfala da Bielorrússia – 2,4 milhões
- Igreja Ortodoxa da Grécia (Santo Sínodo na Resistência) – 0,75 milhão
- Igreja Ortodoxa Búlgara do Velho Calendário – 0,45 milhão
- Igreja Ortodoxa na Itália – 0,12 milhão
- Igreja Veterocalendarista Ortodoxa Romena - 0,05 milhão
- Igreja Ortodoxa Montenegrina – 0,05 milhão

#### Outros grupos ortodoxos separados – 6 milhões
- Velhos Crentes – 5,5 milhões
- Antigos calendaristas gregos – 0,86 milhão
- Verdadeira Igreja Ortodoxa – 0,85 milhão
- Igreja Evangélica Ortodoxa – 0,07 milhão
- Patriarcado Ortodoxo Turco Autocéfalo – 0,002 milhão

### Ortodoxia Oriental– 62 milhões

Um mapa da Ortodoxia Oriental por porcentagem da população.

As Igrejas Ortodoxas Orientais são descendentes daqueles que rejeitaram o Concílio de Calcedônia em 451. Apesar do nome semelhante, eles são, portanto, um ramo diferente do cristianismo do ortodoxo bizantino (veja acima). Estima-se que existam 62 milhões de cristãos ortodoxos orientais em todo o mundo.

#### Igrejas autocéfalas – 61,7 milhões
- Igreja Ortodoxa Etíope Tewahedo – 37 milhões[308][310][311][312][313]
- Igreja Ortodoxa Copta – 10 milhões[308][314][315][316][317]
- Igreja Apostôlica Armênia – 9 milhões[318][319]
  - Santa Sé de Echemiazim – 6 milhões
  - Santa Sé da Cilícia – 1,5 milhão
  - Patriarcado Armênio de Constantinopla – 0,5–0,7 milhão[320]
  - Patriarcado Armênio de Jerusalém – 0,34 milhão
- Igreja Ortodoxa Eritreia Tewahedo - 2 milhões[321]
- Igreja Síria Ortodoxa Malankara - 2 milhões[322]
- Igreja Ortodoxa Siríaca – 1,4 milhão[323][324]
  - Igreja Cristã Síria Jacobita – 1,2 milhão[325]

#### Igrejas autônomas – 0,01 milhão
- Igreja Ortodoxa Copta Francesa – 0,01 milhão

#### Igrejas que não estão em comunhão – 0,07 milhão
- Igreja síria independente de Malabar – 0,06 milhão
- Igreja Ortodoxa Britânica – 0,01 milhão

### Restauracionismo antitrinitário – 35 milhões

Distribuição de outros cristãos

Um sexto grupo é composto por restauracionistas antitrinitários. Esses grupos são bastante distintos dos grupos restauracionistas trinitários ortodoxos, como os Discípulos de Cristo, apesar de alguma história compartilhada.

#### Movimento dos Santos dos Últimos Dias(Mormonismo) – 17 milhões
- A Igreja de Jesus Cristo dos Santos dos Últimos Dias – 16,8 milhões[326]
- Comunidade de Cristo – 0,25 milhão[327]

#### Pentecostalismo da Unidade– 7,5 milhões
- Igreja Pentecostal Unida Internacional – 5,5 milhões[329]
- Assembléias Pentecostais do Mundo – 2 milhões[330]

#### Denominações menores – 4,4 milhões
- Igreja de Cristo – 2,3 milhões[331]
- A Igreja da Unificação (aka Moonies) – 1–2 milhões[332]
- La Luz del Mundo – cerca de um milhão (Ver La Luz del Mundo#Estatísticas de membros )
- Universalismo Unitário – 0,6 milhões[333]
  - Associação Unitária Universalista – 0,2 milhões[334]
(O universalismo unitário se desenvolveu a partir das tradições cristãs, mas não se identifica mais como uma denominação cristã. )
- Igreja de Cristo, Cientista – 0,4 milhão
- Igreja de Cristo, 4ª Vigília – 0,6 milhões
- Amigos do Homem – 0,07 milhões
- Cristadelfianos - 0,05 milhões[335]
- Família Internacional – 0,01 milhão

### Igreja do Oriente– 0,6 milhão
Divisões ocorreram dentro da própria igreja, mas em 1830 dois patriarcados unificados e igrejas distintas permaneceram: a Igreja Assíria do Oriente e a Igreja Católica Caldéia (uma Igreja Católica Oriental em comunhão com a Santa Sé). A Antiga Igreja do Oriente se separou da Igreja Assíria do Oriente em 1968. Em 2017, a Igreja Católica Caldéia tinha aproximadamente 628.405 membros, a Igreja Assíria do Oriente 323.300, enquanto a Antiga Igreja do Oriente tinha 100 mil membros.
- Igreja Assíria do Oriente – 0,5 milhão[338]
- Antiga Igreja do Oriente – 0,1 milhão

### Diversos
- Igreja Albanesa-Udi (registrada como igreja oficial no Azerbaijão) – 0,006 milhão[339]